# كينيت هودريت

## روابط خارجية
- كينيت هودريت على موقع قاعدة بيانات كرة القدم.إي يو (الإنجليزية)
- كينيت هودريت على موقع Soccerway.com (الإنجليزية)